# نور-ایلی
نور-ایلی از سال ۱۴۶۶ تا ۱۴۵۴ پیش از میلاد پادشاه آشور بود. او فرزند پادشاه قبلی، اِنلیل-ناصیر یکم بود.